# Пеплово (Млавський повіт)
Пеплово (пол. Pepłowo) — село в Польщі, у гміні Вечфня-Косьцельна Млавського повіту Мазовецького воєводства.
Населення — 218 осіб (2011).
У 1975-1998 роках село належало до Цехановського воєводства.

## Демографія
Демографічна структура станом на 31 березня 2011 року:
|          | Загалом | Допрацездатний вік | Працездатний вік | Постпрацездатний вік |
| -------- | ------- | ------------------ | ---------------- | -------------------- |
| Чоловіки | 112     | 28                 | 70               | 14                   |
| Жінки    | 106     | 26                 | 55               | 25                   |
| Разом    | 218     | 54                 | 125              | 39                   |